# Mbang
Mbang är en ort i Kamerun.   Den ligger i regionen Östra regionen, i den centrala delen av landet, 220 km öster om huvudstaden Yaoundé. Mbang ligger 683 meter över havet och antalet invånare är 1 237.
Terrängen runt Mbang är platt, och sluttar västerut. Trakten runt Mbang är mycket glesbefolkad, med 7 invånare per kvadratkilometer. Det finns inga andra samhällen i närheten. I omgivningarna runt Mbang växer i huvudsak städsegrön lövskog.